# Ferdinand Deppe

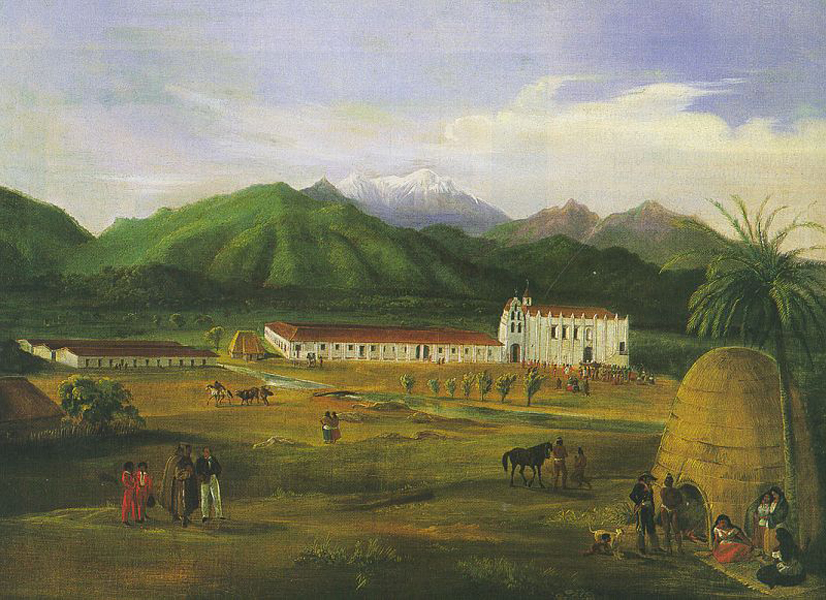
San Gabriel Mission, målning från 1832 av Ferdinand Deppe.

Ferdinand Deppe, född 1794, död 1861 i Berlin, var en tysk naturvetare, upptäcktsresande och konstnär.
Deppe reste 1824 till Mexiko, där han samlade in specimen för Museum für Naturkunde i Berlin, tillsammans med Albert von Sack och William Bullock. Han samlade även in material i Kalifornien och på Hawaii på vägen hem år 1830. Vissa av de flugor som han samlade in beskrevs av  Christian Rudolph Wilhelm Wiedemann i Aussereuropäische Zweiflügelige Insekten publicerad i Hamm (1828–1830).
För att hedras har han fått ge namn åt en mängd grod- och kräldjursarter, som Abronia deppii, Aspidoscelis deppei, Pituophis deppei och Tantilla deppei. Han har även fått ge namn åt ekorren Sciurus deppei och växten rosettoxalis (Oxalis deppei).
Han var yngre bror till Wilhelm Deppe, som också var verksam vid Museum für Naturkunde i Berlin.

## Publikationer
- "Travels in California in 1837" (1953) Part of the series: Early California travels series, 15. Översättning av: Zeitschrift für Erdkunde (1847) vol. 7, s: 383-90.[8]